# Liste der Ramsar-Gebiete in Kirgisistan
Ramsar-Gebiete in Kirgisistan sind nach der 1971 geschlossenen Ramsar-Konvention geschützte Feuchtgebiete in Kirgisistan. Diese sind von internationaler Bedeutung, nach der Absicht des internationalen völkerrechtlichen Vertrags insbesondere als Lebensraum für Wasser- und Watvögel. In Kirgisistan sind drei Ramsar-Gebiete mit einer Gesamtfläche von 679.408 Hektar ausgewiesen.

## Liste der Ramsar-Gebiete
| Name des Gebiets | Bild        | Region          | Lage                   | Ramsar-Gebietsnummer | Größe in Hektar | Ausweisungs- Datum | Anmerkungen                                            |
| ---------------- | ----------- | --------------- | ---------------------- | -------------------- | --------------- | ------------------ | ------------------------------------------------------ |
| Tschatyrköl      | Tschatyrköl | Oblus Naryn     | 40,6167° N, 75,3° O    | 1588                 | 16.100          | 8. Nov. 2005       |                                                        |
| Song-Köl         | Song-Köl    | Oblus Naryn     | 41,8331° N, 75,1167° O | 1943                 | 36.869          | 23. Jan. 2011      |                                                        |
| Yssyk-Köl        | Yssyk-Köl   | Oblus Yssyk-Köl | 42,4167° N, 77,25° O   | 1231                 | 626.439         | 12. Nov. 2002      | Der Yssyk-Köl ist der zweitgrößte Gebirgssee der Erde. |